# Le Voleur et les Chiens
Le Voleur et les Chiens (اللص والكلاب ou Al liṣṣ wa al-kilāb) est un roman de l'auteur égyptien Naguib Mahfouz, paru 1961.

## Résumé
À sa sortie de prison, Saïd Mahrane veut se venger. Sa fille Sana' et sa femme Nabawiyya vivent maintenant chez Aliche, qui lui a pris sa famille.

## Commentaires
Ce roman est considéré comme appartenant à une période « symboliste » de l'auteur. « L'écrivain utilise une forme précipitée, brutale, lapidaire, pour dénoncer la cruauté sociale qui a fait un criminel d'un honnête homme. »